# ONEFA 2018
La Liga Mayor ONEFA 2018 fue la octogésima octava temporada de fútbol americano universitario en México, así como la cuadragésima administrada por la Organización Nacional Estudiantil de Fútbol Americano (ONEFA). Este año no hubo Tazón de Campeones contra el ganador de la CONADEIP, ni tampoco se efectuaron partidos interligas durante la temporada regular.

## Equipos participantes
| Equipo             | Universidad                               | Campus                   | Head Coach (t)                     |
| Grupo Verde        | Grupo Verde                               | Grupo Verde              | Grupo Verde                        |
| ------------------ | ----------------------------------------- | ------------------------ | ---------------------------------- |
| Águilas            | Universidad Autónoma de Chihuahua         | Ciudad de Chihuahua      | Javier Trevizo Fernández (1)       |
| Águilas Blancas    | Instituto Politécnico Nacional            | Casco de Santo Tomás     | Enrique Zárate (5)                 |
| Auténticos Tigres  | Universidad Autónoma de Nuevo León        | San Nicolás de los Garza | Juan Antonio Zamora (3)            |
| Burros Blancos     | Instituto Politécnico Nacional            | Zacatenco                | Francisco Chaparro (1)             |
| Leones Norte       | Universidad Anáhuac                       | Huixquilucan             | Guillermo Gutiérrez (4)            |
| Linces             | Universidad del Valle de México           | Lomas Verdes             | Rodrigo Pérez (1)                  |
| Pumas CU           | Universidad Nacional Autónoma de México   | Ciudad Universitaria     | Otto Becerril (3)                  |
| Grupo Blanco       |                                           |                          |                                    |
| Frailes            | Universidad del Tepeyac                   | Lindavista               | Adán Tapia (3)                     |
| Leones Cancún      | Universidad Anáhuac                       | Cancún                   | Marco Martos (12)                  |
| Leones Querétaro   | Universidad Anáhuac                       | Santiago de Querétaro    | Gerardo Tajonar (6)                |
| Lobos              | Universidad Autónoma de Coahuila          | Saltillo                 | Ángel Esparza Castro (1)           |
| Potros Salvajes    | Universidad Autónoma del Estado de México | Toluca                   | Ricardo Jiménez López (1)          |
| Pumas Acatlán      | Universidad Nacional Autónoma de México   | FES Acatlán              | Miguel Ángel Padilla Ramos (1)     |
| Toros Salvajes     | Universidad Autónoma Chapingo             | Texcoco                  | José Luis Caballero Valdivieso (1) |
| Grupo Rojo         |                                           |                          |                                    |
| Centinelas         | Cuerpo de Guardias Presidenciales         | Ciudad de México         | Ulises Gutiérrez (2)               |
| Correcaminos       | Universidad Autónoma de Tamaulipas        | Ciudad Victoria          | Gabriel Humberto Moreno (1)        |
| Correcaminos Norte | Universidad Autónoma de Tamaulipas        | Reynosa                  | Oscar Garza (3)                    |
| Halcones           | Universidad Veracruzana                   | Xalapa                   | José Luis Izquierdo (18)           |
| Leones Negros      | Universidad de Guadalajara                | Guadalajara              | Adal Velmor (1)                    |
| Lobos BUAP         | Benemérita Universidad Autónoma de Puebla | Puebla de Zaragoza       | Gabriel García (5)                 |
| Tecos              | Universidad Autónoma de Guadalajara       | Guadalajara              | Roberto Salas (5)                  |
| Tlahuicas          | Selección Estatal Morelos                 | Cuernavaca               | Miguel Estrada (2)                 |

(t) Temporadas en el cargo

## Acontecimientos relevantes
- En febrero del 2018 la ONEFA decidió cancelar por tiempo indefinido los enfrentamientos contra la CONADEIP, incluyendo el Tazón de Campeones, alegando que los trámites se llevaron a cabo fuera de tiempo.[2]

- En julio la ONEFA solicitó al Gobierno del Estado de Tamaulipas protección policial para los equipos que fueran de visita a jugar contra Correcaminos y Correcaminos Norte, para evitar que los equipos visitantes se abstuvieran de asistir a esos encuentros por los altos índices de criminalidad.[3]

- Debido al ataque de grupos de choque en contra de una manifestación estudiantil que se efectuaba pacíficamente en la explanada de la rectoría de la UNAM, se pospuso el partido de la semana 1 entre Pumas CU UNAM y Águilas Blancas IPN.[4] El partido se reprogramó para la semana 10.[5]

- El 11 de noviembre el HC Marco Martos, anuncia su renuncia al programa de Leones UA Cancún por motivos familiares.[6]

## Temporada regular

### Calendario y resultados
| Semana 1               | Semana 1     | Semana 1               | Semana 1                      | Semana 1 | Semana 1 | Semana 1 |
| Visitante              | Resultado    | Local                  | Estadio                       | Fecha    | Hora     | Transmisión |
| ---------------------- | ------------ | ---------------------- | ----------------------------- | -------- | -------- | --- |
| Pumas Acatlán UNAM     | 14 - 3       | Leones UA Querétaro    | Campo Chicharito Hernández    | 07-sep   | 16:00    | |
| Frailes UT             | 21 - 40      | Potros Salvajes UAEM   | Estadio Juan Josafat Pichardo | 07-sep   | 19:00    | |
| Leones UA Norte        | 16 - 22      | Auténticos Tigres UANL | Estadio Gaspar Mass           | 07-sep   | 19:00    | Canal 53 |
| Tlahuicas              | 42 - 35      | Leones Negros UdeG     | CUCEA                         | 08-sep   | 11:00    | UDG Football |
| Correcaminos UAT Norte | 7 - 14       | Correcaminos UAT       | Estadio Eugenio Alvizo Porras | 08-sep   | 14:00    | |
| Linces UVM             | 27 - 24      | Águilas UACH           | Estadio Olímpico de la UACH   | 08-sep   | 14:00    | |
| Centinelas CGP         | 23 - 15      | Tecos UAG              | Estadio Tres de Marzo         | 08-sep   | 18:00    | link=Tecos (enlace roto disponible en Internet Archive; véase el historial, la primera versión y la última). football |
| Lobos BUAP             | 21 - 14 (SE) | Halcones UV            | USBI Xalapa                   | 08-sep   | 19:00    | |
| Lobos UAdeC            | 31 - 32 (SE) | Leones UA Cancún       | Coliseo Maya                  | 08-sep   | 19:00    | Comunicación Anáhuac Cancún                                                                                           |

| Semana 2               | Semana 2  | Semana 2               | Semana 2                       | Semana 2 | Semana 2 | Semana 2                    |
| Visitante              | Resultado | Local                  | Estadio                        | Fecha    | Hora     | Transmisión                 |
| ---------------------- | --------- | ---------------------- | ------------------------------ | -------- | -------- | --------------------------- |
| Burros Blancos IPN     | 36 - 14   | Leones UA Querétaro    | Campo Chicharito Hernández     | 14-sep   | 16:00    | →19:00                      |
| Auténticos Tigres UANL | 34 - 19   | Potros Salvajes UAEM   | Estadio Juan Josafat Pichardo  | 14-sep   | 19:00    |                             |
| Toros Salvajes UACH    | 10 - 60   | Águilas Blancas IPN    | Estadio Wilfrido Massieu       | 15-sep   | 10:00    |                             |
| Linces UVM             | 39 - 14   | Frailes UT             | Deportivo Venustiano Carranza  | 15-sep   | 12:00    |                             |
| Pumas Acatlán UNAM     | 0 - 49    | Pumas CU UNAM          | Estadio Olímpico Universitario | 15-sep   | 12:00    |                             |
| Leones Negros UdeG     | 13 - 51   | Centinelas CGP         | Joaquín Amaro                  | 15-sep   | 12:00    |                             |
| Correcaminos UAT       | 24 - 17   | Lobos BUAP             | Guarida del Lobo BUAP          | 15-sep   | 13:00    | Di+TV                       |
| Águilas UACH           | 48 - 14   | Lobos UAdeC            | Estadio Jorge Castro Medina    | 15-sep   | 15:00    |                             |
| Halcones UV            | 9 - 0     | Tlahuicas              | Bicentenario                   | 15-sep   | 15:00    |                             |
| Tecos UAG              | 0 - 14    | Correcaminos UAT Norte | Infierno Naranja               | 15-sep   | 16:00    |                             |
| Leones UA Norte        | 6 - 17    | Leones UA Cancún       | Coliseo Maya                   | 15-sep   | 18:00    | Comunicación Anáhuac Cancún |

| Semana 3               | Semana 3  | Semana 3            | Semana 3                      | Semana 3 | Semana 3 | Semana 3 |
| Visitante              | Resultado | Local               | Estadio                       | Fecha    | Hora     | Transmisión |
| ---------------------- | --------- | ------------------- | ----------------------------- | -------- | -------- | --- |
| Leones UA Querétaro    | 0 - 30    | Frailes UT          | Deportivo Venustiano Carranza | 21-sep   | 15:00    | |
| Leones UA Cancún       | 34 - 20   | Toros Salvajes UACH | Campo Palomo Ruiz Tapia       | 21-sep   | 19:00    | |
| Pumas CU UNAM          | 20 - 6    | Linces UVM          | Estadio José Ortega Martínez  | 21-sep   | 19:00    | |
| Auténticos Tigres UANL | 10 - 31   | Burros Blancos IPN  | Estadio Wilfrido Massieu      | 22-sep   | 12:00    | |
| Águilas UACH           | 13 - 28   | Leones UA Norte     | Cueva del León                | 22-sep   | 12:00    | |
| Halcones UV            | 28 - 30   | Centinelas CGP      | Joaquín Amaro                 | 22-sep   | 12:00    | |
| Correcaminos UAT Norte | 28 - 6    | Lobos BUAP          | Guarida del Lobo BUAP         | 22-sep   | 13:00    | Di+TV |
| Pumas Acatlán UNAM     | 6 - 26    | Lobos UAdeC         | Estadio Jorge Castro Medina   | 22-sep   | 14:00    | |
| Tlahuicas              | 0 - 28    | Correcaminos UAT    | Estadio Eugenio Alvizo Porras | 22-sep   | 14:00    | |
| Leones Negros UdeG     | 0 - 9     | Tecos UAG           | Estadio Tres de Marzo         | 22-sep   | 18:00    | link=Tecos (enlace roto disponible en Internet Archive; véase el historial, la primera versión y la última). football |

| Semana 4               | Semana 4     | Semana 4               | Semana 4                      | Semana 4 | Semana 4 | Semana 4 |
| Visitante              | Resultado    | Local                  | Estadio                       | Fecha    | Hora     | Transmisión |
| ---------------------- | ------------ | ---------------------- | ----------------------------- | -------- | -------- | --- |
| Toros Salvajes UACH    | 0 - 21       | Lobos UAdeC            | Estadio Jorge Castro Medina   | 28-sep   | 15:00    | RCG |
| Águilas Blancas IPN    | 24 - 27      | Auténticos Tigres UANL | Estadio Gaspar Mass           | 28-sep   | 18:00    | Canal 53 |
| Potros Salvajes UAEM   | 27 - 18      | Pumas Acatlán UNAM     | Estadio FES Acatlán           | 29-sep   | 12:00    | Fes Acatlán |
| Linces UVM             | 3 - 28       | Burros Blancos IPN     | Estadio Wilfrido Massieu      | 29-sep   | 13:00    | Tercer Cuarto |
| Centinelas CGP         | 18 - 31      | Correcaminos UAT       | Estadio Eugenio Alvizo Porras | 29-sep   | 13:00    | |
| Correcaminos UAT Norte | 30 - 15      | Leones Negros UdeG     | CUCEA                         | 29-sep   | 15:00    | UDG Football |
| Lobos BUAP             | 35 - 20      | Tlahuicas              | Bicentenario                  | 29-sep   | 15:00    | |
| Águilas UACH           | 10 - 26      | Pumas CU UNAM          | Estadio FES Acatlán           | 29-sep   | 15:00    | link=Máximo (enlace roto disponible en Internet Archive; véase el historial, la primera versión y la última). Avance Network |
| Leones UA Cancún       | 15 - 6       | Leones UA Querétaro    | Campo Chicharito Hernández    | 29-sep   | 16:00    | |
| Tecos UAG              | 20 - 26 (SE) | Halcones UV            | USBI Xalapa                   | 29-sep   | 19:00    | |

| Semana 5             | Semana 5     | Semana 5               | Semana 5                     | Semana 5 | Semana 5 | Semana 5 |
| Visitante            | Resultado    | Local                  | Estadio                      | Fecha    | Hora     | Transmisión |
| -------------------- | ------------ | ---------------------- | ---------------------------- | -------- | -------- | --- |
| Leones UA Cancún     | 3 - 28       | Linces UVM             | Estadio José Ortega Martínez | 05-oct   | 19:00    | link=https://maximoavance.com/ Archivado el 25 de agosto de 2018 en Wayback Machine. Avance Network                   |
| Lobos UAdeC          | 27 - 71      | Auténticos Tigres UANL | Estadio Gaspar Mass          | 05-oct   | 19:00    | Canal 53 · link=https://maximoavance.com/ Archivado el 25 de agosto de 2018 en Wayback Machine. Avance Network        |
| Frailes UT           | 21 - 52      | Burros Blancos IPN     | Estadio Wilfrido Massieu     | 06-oct   | 10:00    | link=https://maximoavance.com/ Archivado el 25 de agosto de 2018 en Wayback Machine. Avance Network                   |
| Pumas CU UNAM        | 56 - 0       | Toros Salvajes UACH    | Palomo Ruiz Tapia            | 06-oct   | 11:00    | |
| Lobos BUAP           | 22 - 40      | Centinelas CGP         | Joaquín Amaro                | 06-oct   | 12:00    | |
| Leones UA Querétaro  | 0 - 66       | Leones UA Norte        | Cueva del León               | 06-oct   | 12:00    | |
| Halcones UV          | 14 - 24      | Leones Negros UdeG     | CUCEA                        | 06-oct   | 13:00    | UDG Football |
| Tlahuicas            | 16 - 35      | Correcaminos UAT Norte | Infierno Naranja             | 06-oct   | 16:00    | |
| Correcaminos UAT     | 29 - 26 (SE) | Tecos UAG              | Estadio Tres de Marzo        | 06-oct   | 18:00    | link=Tecos (enlace roto disponible en Internet Archive; véase el historial, la primera versión y la última). football |
| Potros Salvajes UAEM | 9 - 32       | Águilas UACH           | Estadio Olímpico de la UACH  | 06-oct   | 18:00    | |
| Águilas Blancas IPN  | 29 - 3       | Pumas Acatlán UNAM     | Joaquín Amaro                | 07-oct   | 10:00    | link=https://maximoavance.com/ Archivado el 25 de agosto de 2018 en Wayback Machine. Avance Network                   |

| Semana 6               | Semana 6     | Semana 6               | Semana 6                      | Semana 6 | Semana 6 | Semana 6    |
| Visitante              | Resultado    | Local                  | Estadio                       | Fecha    | Hora     | Transmisión |
| ---------------------- | ------------ | ---------------------- | ----------------------------- | -------- | -------- | ----------- |
| Leones UA Querétaro    | 7 - 45       | Potros Salvajes UAEM   | Estadio Juan Josafat Pichardo | 12-oct   | 19:00    |             |
| Auténticos Tigres UANL | 24 - 13      | Linces UVM             | Estadio José Ortega Martínez  | 12-oct   | 19:00    |             |
| Águilas UACH           | 17 - 33      | Águilas Blancas IPN    | Estadio Wilfrido Massieu      | 13-oct   | 10:00    |             |
| Pumas Acatlán UNAM     | 16 - 21      | Toros Salvajes UACH    | Campo Palomo Ruiz Tapia       | 13-oct   | 11:00    |             |
| Lobos UAdeC            | 20 - 24      | Frailes UT             | Deportivo Venustiano Carranza | 13-oct   | 12:00    |             |
| Burros Blancos IPN     | 36 - 29 (SE) | Leones UA Norte        | Cueva del León                | 13-oct   | 12:00    |             |
| Tecos UAG              | 26 - 21      | Lobos BUAP             | Guarida del Lobo BUAP         | 13-oct   | 13:00    | Di+TV       |
| Centinelas CGP         | 32 - 39      | Tlahuicas              | Bicentenario                  | 13-oct   | 13:30    |             |
| Leones Negros UdeG     | 30 - 43      | Correcaminos UAT       | Estadio Eugenio Alvizo Porras | 13-oct   | 14:00    |             |
| Halcones UV            | 0 - 14       | Correcaminos UAT Norte | Infierno Naranja              | 13-oct   | 16:00    |             |

| Semana 7               | Semana 7  | Semana 7               | Semana 7                       | Semana 7 | Semana 7 | Semana 7                    |
| Visitante              | Resultado | Local                  | Estadio                        | Fecha    | Hora     | Transmisión                 |
| ---------------------- | --------- | ---------------------- | ------------------------------ | -------- | -------- | --------------------------- |
| Leones UA Norte        | 30 - 38   | Linces UVM             | Estadio José Ortega Martínez   | 19-oct   | 19:00    |                             |
| Auténticos Tigres UANL | 13 - 10   | Pumas CU UNAM          | Estadio Olímpico Universitario | 20-oct   | 12:00    |                             |
| Centinelas CGP         | 20 - 38   | Correcaminos UAT Norte | Infierno Naranja               | 20-oct   | 12:00    |                             |
| Lobos BUAP             | 35 - 40   | Leones Negros UdeG     | CUCEA                          | 20-oct   | 13:00    | UDG Football                |
| Tecos UAG              | 19 - 8    | Tlahuicas              | Bicentenario                   | 20-oct   | 13:30    |                             |
| Toros Salvajes UACH    | 10 - 7    | Leones UA Querétaro    | Campo Chicharito Hernández     | 20-oct   | 15:00    |                             |
| Frailes UT             | 7 - 10    | Pumas Acatlán UNAM     | Estadio FES Acatlán            | 20-oct   | 18:00    |                             |
| Potros Salvajes UAEM   | 6 - 35    | Leones UA Cancún       | Coliseo Maya                   | 20-oct   | 19:00    | Comunicación Anáhuac Cancún |
| Correcaminos UAT       | 13 - 6    | Halcones UV            | USBI Xalapa                    | 20-oct   | 19:00    |                             |
| Burros Blancos IPN     | 21 - 7    | Águilas Blancas IPN    | Estadio Azul                   | 21-oct   | 10:00    |                             |

| Semana 8            | Semana 8  | Semana 8               | Semana 8                      | Semana 8 | Semana 8 | Semana 8    |
| Visitante           | Resultado | Local                  | Estadio                       | Fecha    | Hora     | Transmisión |
| ------------------- | --------- | ---------------------- | ----------------------------- | -------- | -------- | ----------- |
| Águilas UACH        | 10 - 58   | Auténticos Tigres UANL | Estadio Gaspar Mass           | 26-oct   | 19:00    | Canal 53    |
| Lobos UAdeC         | 14 - 6    | Potros Salvajes UAEM   | Estadio Juan Josafat Pichardo | 26-oct   | 19:00    |             |
| Pumas CU UNAM       | 33 - 7    | Burros Blancos IPN     | Estadio Azul                  | 27-oct   | 10:00    |             |
| Frailes UT          | 17 - 14   | Toros Salvajes UACH    | Campo Palomo Ruiz Tapia       | 27-oct   | 11:00    |             |
| Águilas Blancas IPN | 34 - 7    | Leones UA Norte        | Cueva del León                | 27-oct   | 12:00    |             |
| Leones UA Cancún    | 35 - 30   | Pumas Acatlán UNAM     | Estadio FES Acatlán           | 27-oct   | 18:00    |             |

| Semana 9             | Semana 9  | Semana 9            | Semana 9                    | Semana 9 | Semana 9 | Semana 9                         |
| Visitante            | Resultado | Local               | Estadio                     | Fecha    | Hora     | Transmisión                      |
| -------------------- | --------- | ------------------- | --------------------------- | -------- | -------- | -------------------------------- |
| Leones UA Querétaro  | 23 - 22   | Lobos UAdeC         | Estadio Jorge Castro Medina | 02-nov   | 15:00    | RCG                              |
| Linces UVM           | 20 - 24   | Águilas Blancas IPN | Estadio Wilfrido Massieu    | 03-nov   | 10:00    |                                  |
| Potros Salvajes UAEM | 10 - 6    | Toros Salvajes UACH | Campo Palomo Ruiz Tapia     | 03-nov   | 11:00    |                                  |
| Pumas CU UNAM        | 42 - 0    | Leones UA Norte     | Cueva del León              | 03-nov   | 12:00    | Universidad Anáhuac México Norte |
| Frailes UT           | 3 - 21    | Leones UA Cancún    | Coliseo Maya                | 03-nov   | 14:30    | Comunicación Anáhuac Cancún      |
| Burros Blancos IPN   | 13 - 34   | Águilas UACH        | Estadio Olímpico de la UACH | 03-nov   | 18:00    |                                  |

| Semana 10           | Semana 10 | Semana 10     | Semana 10                      | Semana 10 | Semana 10 | Semana 10   |
| Visitante           | Resultado | Local         | Estadio                        | Fecha     | Hora      | Transmisión |
| ------------------- | --------- | ------------- | ------------------------------ | --------- | --------- | ----------- |
| Águilas Blancas IPN | 10 - 31   | Pumas CU UNAM | Estadio Olímpico Universitario | 11-nov    | 10:00     |             |

### Standings
- Fecha de actualización: semana 10

     Clasificado a Postemporada
(n) Ranking final

## Postemporada

### Grupo Verde
|  | Semifinales                                 | Semifinales              |    |  | Final                            | Final |  |
|  |                                             |                          |    |  |                                  |       |  |
|  | 17/nov 10:00 Estadio Olímpico Universitario |                          |    |  |                                  |       |  |
|  | Burros Blancos IPN                          | 14                       |    |  |                                  |       |  |
|  | @ Pumas CU UNAM                             | 11                       |    |  |                                  |       |  |
|  |                                             |                          |    |  |                                  |       |  |
|  |                                             |                          |    |  | 23/nov 19:00 Estadio Gaspar Mass |       |  |
|  |                                             |                          |    |  | Burros Blancos IPN               | 20    |  |
|  |                                             | @ Auténticos Tigres UANL | 23 |  |                                  |       |  |
|  |                                             |                          |    |  |                                  |       |  |
|  |                                             |                          |    |  |                                  |       |  |
|  |                                             |                          |    |  |                                  |       |  |
|  | 16/nov 19:00 Estadio Gaspar Mass            |                          |    |  |                                  |       |  |
|  | Águilas Blancas IPN                         | 6                        |    |  |                                  |       |  |
|  | @ Auténticos Tigres UANL                    | 17                       |    |  |                                  |       |  |

| Casco           |        |               |
| Brazo izquierdo | Cuerpo | Brazo derecho |
| Pantalones      |        |               |
| Medias          |        |               |
| IPN             |        |               |

| 23 de noviembre de 2018, 19:00 Estadio Gaspar Mass TV:                                                                                   |    |    |    |    |
| \| Equipo \| 1C \| 2C \| 3C \| 4C \| \| ------ \| -- \| -- \| -- \| -- \| \| IPN \| 3 \| 0 \| 7 \| 10 \| \| UANL \| 0 \| 14 \| 6 \| 3 \| |    |    |    |    |
| Equipo | 1C | 2C | 3C | 4C |
| IPN | 3  | 0  | 7  | 10 |
| UANL | 0  | 14 | 6  | 3  |

| Equipo | 1C | 2C | 3C | 4C |
| ------ | -- | -- | -- | -- |
| IPN    | 3  | 0  | 7  | 10 |
| UANL   | 0  | 14 | 6  | 3  |

| Casco           |        |               |
| Brazo izquierdo | Cuerpo | Brazo derecho |
| Pantalones      |        |               |
| Medias          |        |               |
| UANL            |        |               |

### Grupo Blanco
|  | Semifinales                             | Semifinales  |    |  | Final                              | Final |  |
|  |                                         |              |    |  |                                    |       |  |
|  | 10/Nov 18:00 Estadio Coliseo Maya       |              |    |  |                                    |       |  |
|  | Lobos UAdeC                             | 35           |    |  |                                    |       |  |
|  | @ Leones UA Cancún                      | 33           |    |  |                                    |       |  |
|  |                                         |              |    |  |                                    |       |  |
|  |                                         |              |    |  | 17/Nov 12:00 Estadio Perros Negros |       |  |
|  |                                         |              |    |  | Lobos UAdeC                        | 24    |  |
|  |                                         | @ Frailes UT | 14 |  |                                    |       |  |
|  |                                         |              |    |  |                                    |       |  |
|  |                                         |              |    |  |                                    |       |  |
|  |                                         |              |    |  |                                    |       |  |
|  | 9/Nov 19:00 Estadio J. Josafat Pichardo |              |    |  |                                    |       |  |
|  | Frailes UT                              | 14           |    |  |                                    |       |  |
|  | @ Potros Salvajes UAEM                  | 9            |    |  |                                    |       |  |

| Casco           |        |               |
| Brazo izquierdo | Cuerpo | Brazo derecho |
| Pantalones      |        |               |
| Medias          |        |               |
| UAdeC           |        |               |

| 17 de noviembre de 2018, 12:00 Estadio Perros Negros TV:                                                                                 |    |    |    |    |
| \| Equipo \| 1C \| 2C \| 3C \| 4C \| \| ------ \| -- \| -- \| -- \| -- \| \| UAdeC \| 0 \| 14 \| 0 \| 10 \| \| UT \| 0 \| 7 \| 0 \| 7 \| |    |    |    |    |
| Equipo | 1C | 2C | 3C | 4C |
| UAdeC | 0  | 14 | 0  | 10 |
| UT | 0  | 7  | 0  | 7  |

| Equipo | 1C | 2C | 3C | 4C |
| ------ | -- | -- | -- | -- |
| UAdeC  | 0  | 14 | 0  | 10 |
| UT     | 0  | 7  | 0  | 7  |

| Casco           |        |               |
| Brazo izquierdo | Cuerpo | Brazo derecho |
| Pantalones      |        |               |
| Medias          |        |               |
| UT              |        |               |

### Grupo Rojo
|  | Semifinales                        | Semifinales        |    |  | Final                             | Final |  |
|  |                                    |                    |    |  |                                   |       |  |
|  | 27/Oct 14:00 Infierno Naranja      |                    |    |  |                                   |       |  |
|  | Centinelas CGP                     | 21                 |    |  |                                   |       |  |
|  | @ Correcaminos UAT Norte           | 23                 |    |  |                                   |       |  |
|  |                                    |                    |    |  |                                   |       |  |
|  |                                    |                    |    |  | 3/Nov 14:00 Estadio Alvizo Porras |       |  |
|  |                                    |                    |    |  | Correcaminos UAT Norte            | 20    |  |
|  |                                    | @ Correcaminos UAT | 13 |  |                                   |       |  |
|  |                                    |                    |    |  |                                   |       |  |
|  |                                    |                    |    |  |                                   |       |  |
|  |                                    |                    |    |  |                                   |       |  |
|  | 27/Oct 14:00 Estadio Alvizo Porras |                    |    |  |                                   |       |  |
|  | Tecos UAG                          | 14                 |    |  |                                   |       |  |
|  | @ Correcaminos UAT                 | 45                 |    |  |                                   |       |  |

| Casco           |        |               |
| Brazo izquierdo | Cuerpo | Brazo derecho |
| Pantalones      |        |               |
| Medias          |        |               |
| UAT N           |        |               |

| 3 de noviembre de 2018, 14:00 Estadio Alvizo Porras TV: |    |    |    |    |    |
| \| Equipo \| 1C \| 2C \| 3C \| 4C \| TE \| \| ------ \| -- \| -- \| -- \| -- \| -- \| \| UAT N \| 3 \| 0 \| 3 \| 7 \| 7 \| \| UAT \| 0 \| 0 \| 7 \| 6 \| 0 \| |    |    |    |    |    |
| Equipo | 1C | 2C | 3C | 4C | TE |
| UAT N | 3  | 0  | 3  | 7  | 7  |
| UAT | 0  | 0  | 7  | 6  | 0  |

| Equipo | 1C | 2C | 3C | 4C | TE |
| ------ | -- | -- | -- | -- | -- |
| UAT N  | 3  | 0  | 3  | 7  | 7  |
| UAT    | 0  | 0  | 7  | 6  | 0  |

| Casco           |        |               |
| Brazo izquierdo | Cuerpo | Brazo derecho |
| Pantalones      |        |               |
| Medias          |        |               |
| UAT             |        |               |